# Мечетка (Воронезька область)
Мечетка (рос. Мечётка) — село у Бобровському районі Воронезької області Російської Федерації.
Населення становить 937 осіб. Входить до складу муніципального утворення Мечетське сільське поселення.

## Історія
Населений пункт розташований у межах українського історико-культурного регіону Східної Слобожанщини. Від 1928 року належить до Бобровського району, спочатку в складі Центрально-Чорноземної області, а від 1934 року — Воронезької області.
Згідно із законом від 15 жовтня 2004 року входить до складу муніципального утворення Мечетське сільське поселення.

## Населення
| 2000 | 2005  | 2010  | 2012  | 2013 | 2014 | 2015 |
| ---- | ----- | ----- | ----- | ---- | ---- | ---- |
| 1627 | ↘1309 | ↘1100 | ↘1034 | ↘994 | ↘950 | ↗957 |
| 2016 | 2017  | 2018  |       |      |      |      |
| ↘948 | ↘941  | ↘937  |       |      |      |      |